# شبکینو
شهر شبکینو (به روسی: Шебекино) در کشور روسیه و در اوبلاست بلگورود واقع شده‌است.